# Mercedes-Benz M23
Il Mercedes-Benz M23 (o Daimler-Benz M23) è un motore a scoppio prodotto dal 1933 al 1936 dalla Casa tedesca Daimler-Benz per il suo marchio automobilistico Mercedes-Benz.

## Profilo e caratteristiche

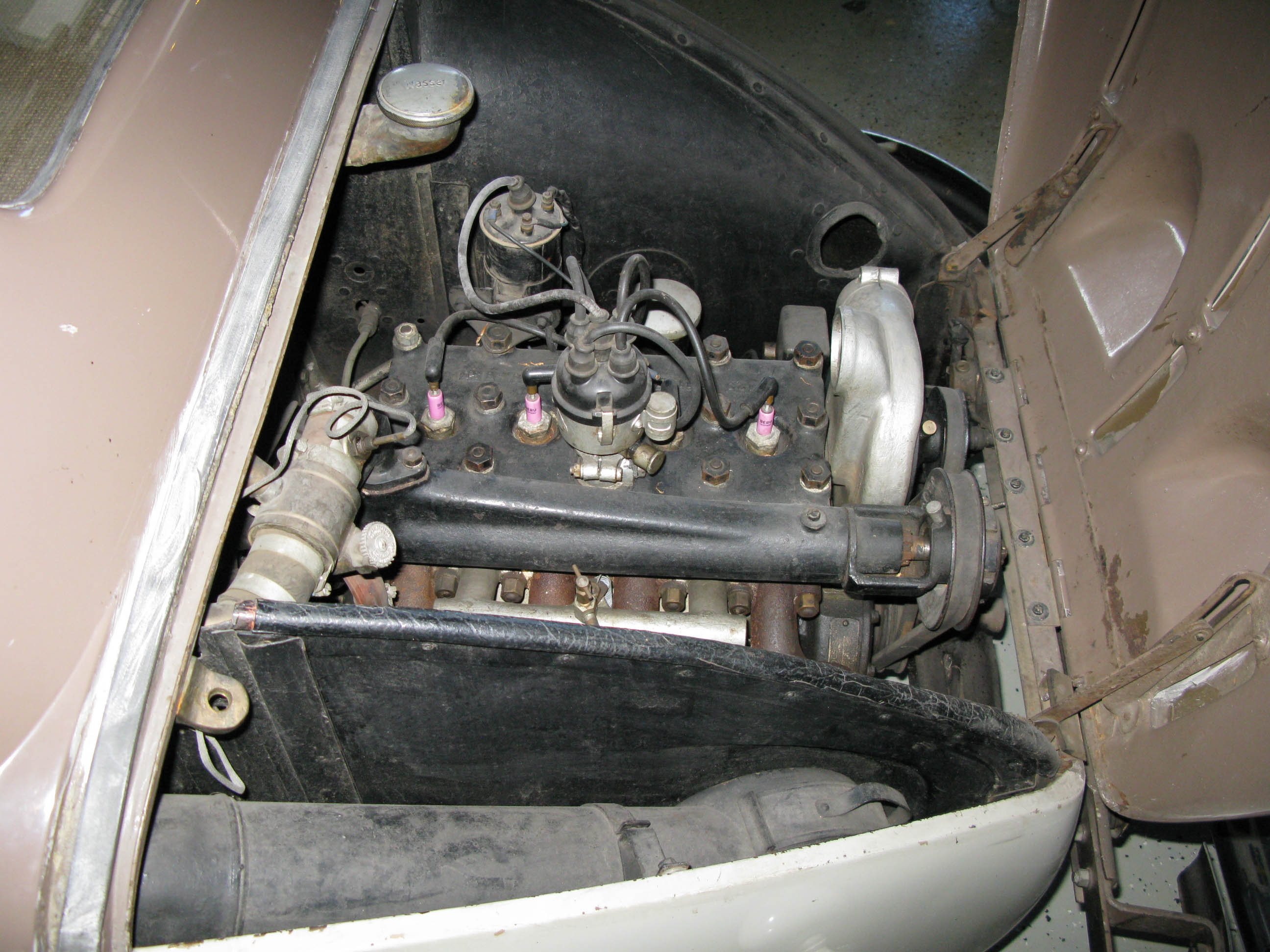
Il motore M23

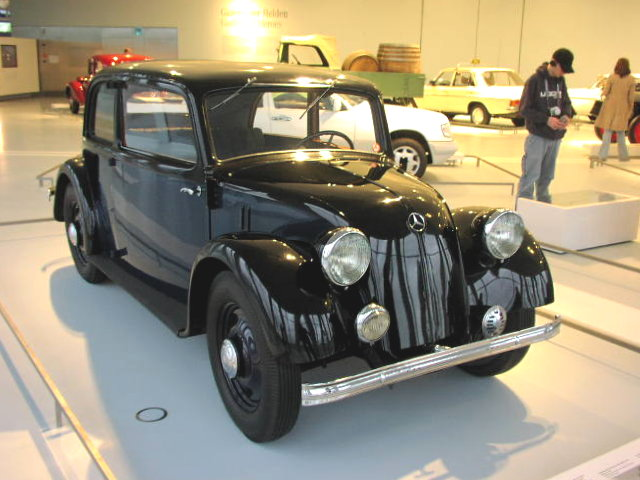
Una Mercedes-Benz 130H, unica applicazione del motore M23

Si tratta di uno dei pochissimi motori destinati ad essere montato posteriormente su una Mercedes-Benz stradale. Gli altri motori destinati ad essere sistemati alle spalle del conducente di un modello Mercedes-Benz di serie sono stati il motore M30 ed il motore M136, quest'ultimo, però, proposto anche in posizione anteriore su un altro modello.

L'unità M23 consiste in un motore di fascia media, derivato dal più grande 1.7 M15 e montato unicamente sulla Mercedes-Benz 130H (1933-36), una vettura pensata per raccogliere consensi anche presso un pubblico più vasto (ma che di fatto fallì la missione). 

Queste le caratteristiche tecniche del motore M23:
- architettura a 4 cilindri in linea;
- basamento e testata in ghisa;
- monoblocco di tipo sottoquadro;
- alesaggio e corsa: 70x85 mm;
- cilindrata: 1308 cm³;
- distribuzione a valvole laterali;
- rapporto di compressione: 6:1;
- alimentazione a carburatore;
- potenza massima: 26 CV a 3400 giri/min.